# Liste des sites Ramsar au Togo
Cet article recense les zones humides du Togo concernées par la convention de Ramsar.

## Statistiques
La convention de Ramsar est entrée en vigueur au Togo le 4 novembre 1995.
En janvier 2020, le pays compte 4 sites Ramsar, couvrant une superficie de 12 104 km2.

## Liste
| Site                              | Région                   | Notes | Date           | Superficie (km²) | Altitude (m) | Identifiant Ramsar | Identifiant WDPA | Coordonnées                      | Photo |
| --------------------------------- | ------------------------ | ----- | -------------- | ---------------- | ------------ | ------------------ | ---------------- | -------------------------------- | ----- |
| Parc national de la Kéran         | Kara, Région des Savanes |       | 4 juillet 1995 | 1 634,00         |              | 735                | 95397            | 10° 15′ nord, 1° 00′ est         |       |
| Réserve de faune de Togodo        | Maritime                 |       | 4 juillet 1995 | 310,00           |              | 736                | 95398            | 6° 49′ 59″ nord, 1° 40′ 01″ est  |       |
| Bassin versant Oti-Mandouri       | Région des Savanes       |       | 2 février 2008 | 4 250,00         | 120 - 515    | 1721               | 903068           | 10° 37′ 01″ nord, 0° 37′ 59″ est |       |
| Zones humides du littoral du Togo | Maritime                 |       | 2 février 2008 | 5 910,00         | 0 - 200      | 1722               | 903069           | 6° 34′ 01″ nord, 1° 25′ 01″ est  |       |